# Renault 15/17
Renault 15 і Renault 17 — дві варіації одного купе, розробленого та виготовленого французьким автовиробником Renault між липнем 1971 і серпнем 1979 року. R17 продавався в Італії як R177, поважаючи марновірство гептадекафобії.
Вони були фактично купе-версіями Renault 12. Основними відмінностями між двома автомобілями були конфігурація фар (у 15 було дві прямокутні фари, тоді як у 17 було чотири круглі фари) і задні бічні вікна. Деякі ринки показують 17 з прямокутними фарами для версій TL.
Renault 15 і 17 були представлені на Паризькому автосалоні в жовтні 1971 року.
Всього було виготовлено Renault 15: 209 887 авто і Renault 17: 94 969 авто.

## Двигуни
Renault 15
- 1.3 L 810 I4
- 1.6 L A2L I4

Renault 17
- 1.6 L A2L I4
- 1.6 L A2M/A3M I4

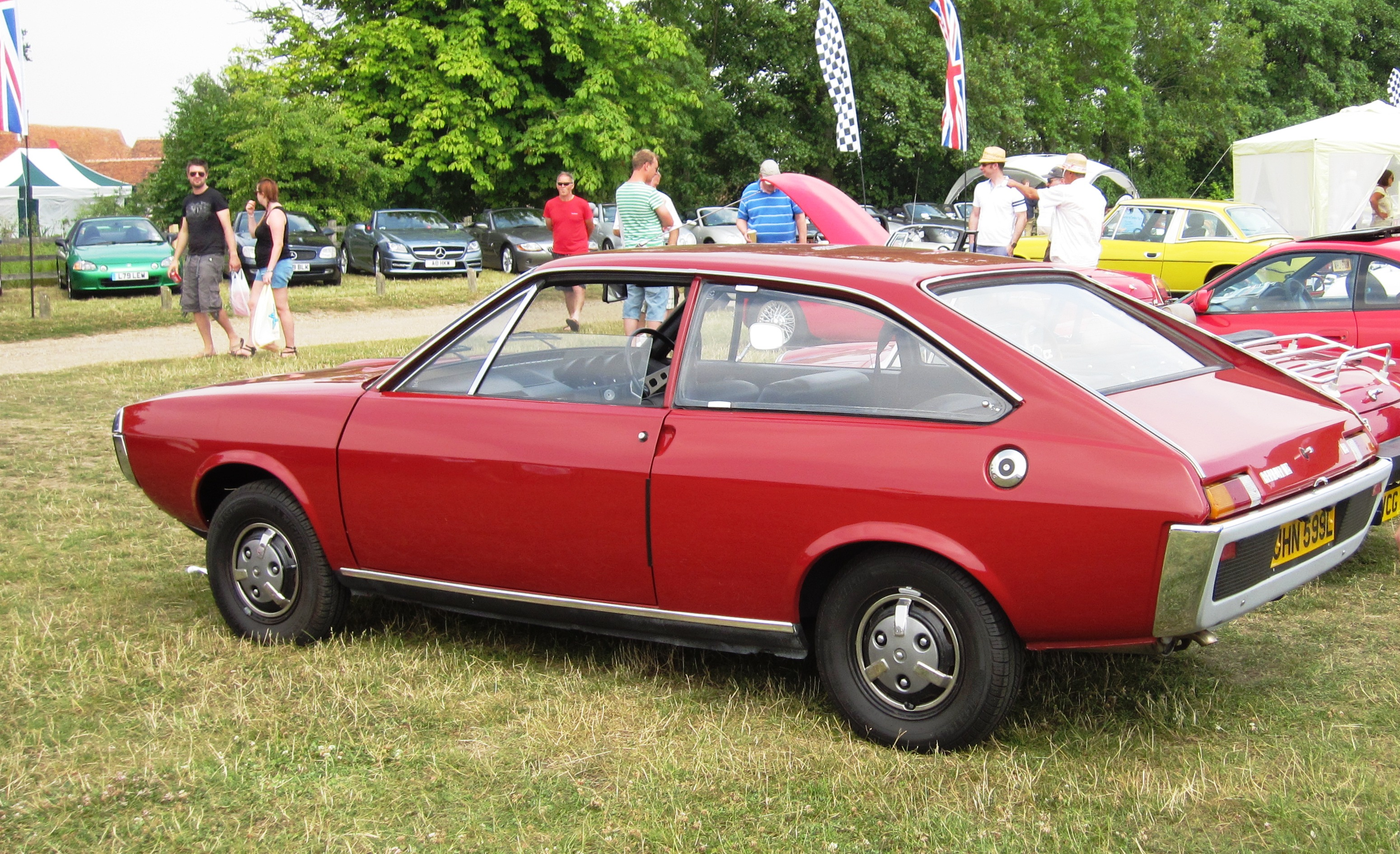
Renault 15
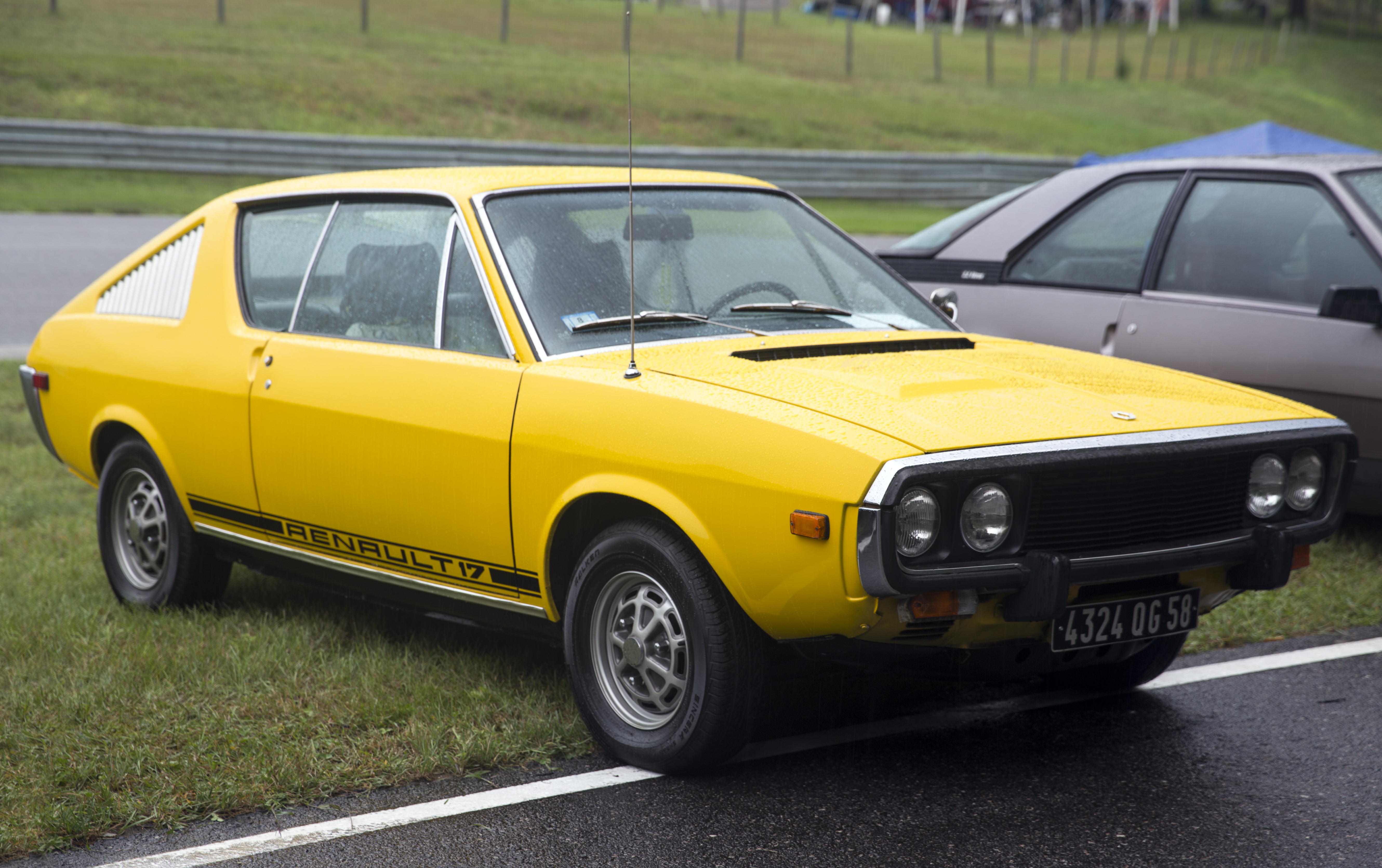
Renault 17
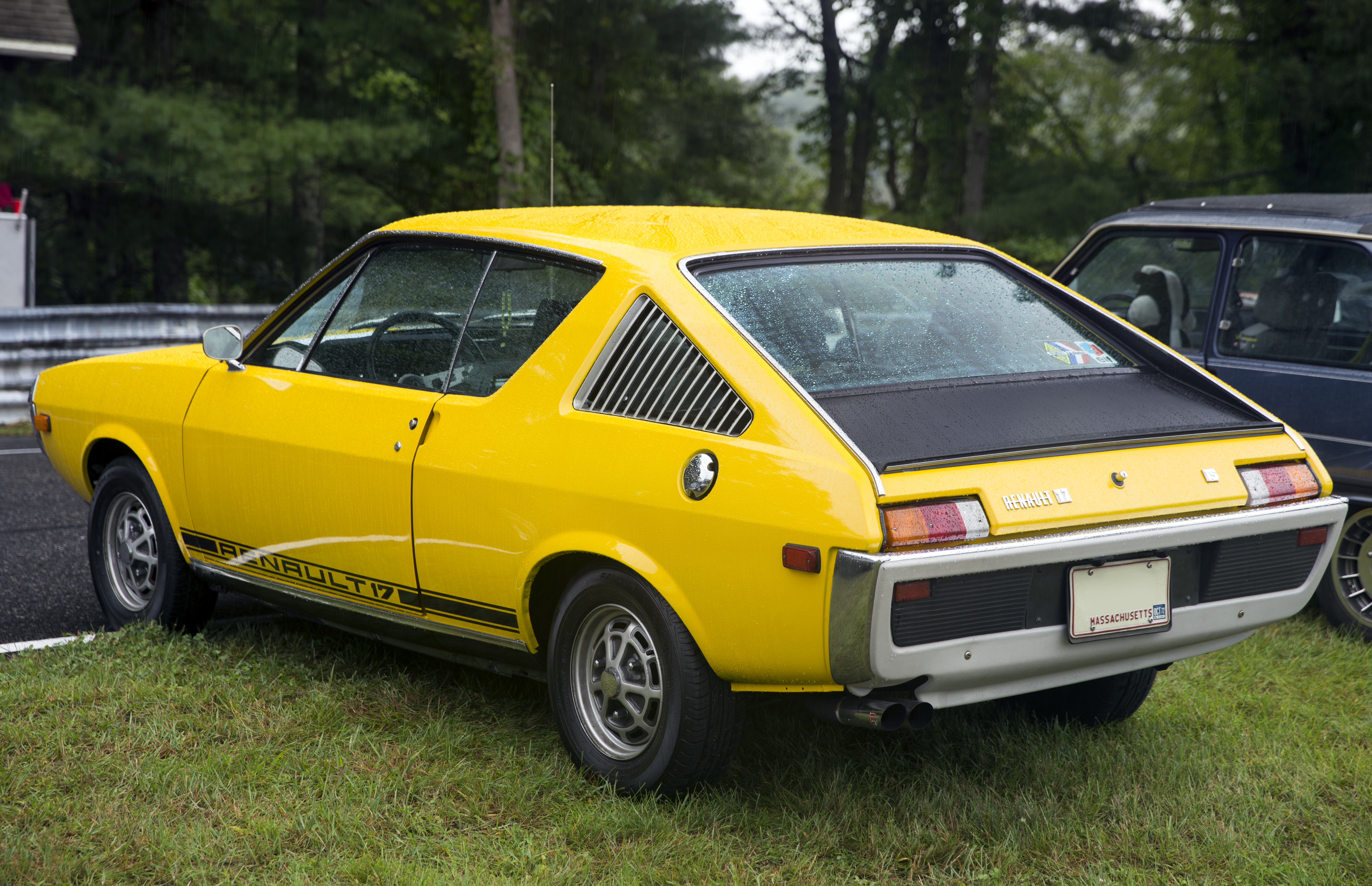
Renault 17
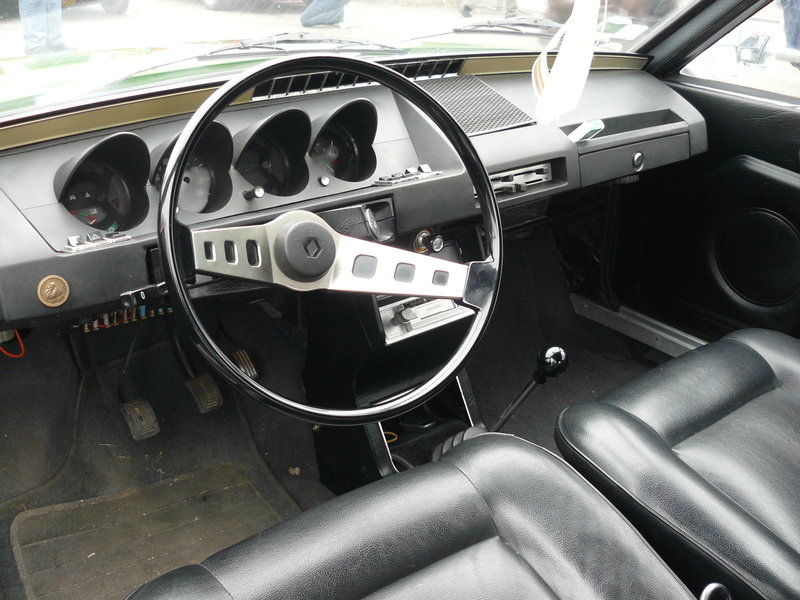